# 八剱神社 (白川町)
八剱神社（やつるぎじんじゃ）は、岐阜県加茂郡白川町にある神社。
大寺八剱神社とも称する。

## 概要
創建時期は不詳。当初の鎮座地は住民がいなくなったことにより神社も荒廃する。慶長年間に荒廃した土地を開墾し、荒れていた神社を八劔大明神として復興し、現在地に鎮座、加茂郡寺前村、大野村の産土神となる。別の説では慶長二年（1597年）創建という。明治初期に八剱神社に改称。
1874年（明治7年）に村社となる。1993年（平成5年）に岐阜県神社庁により銀幣社の指定を受ける。

## 祭神
- 天照皇大神
- 瓊瓊杵命
- 国常立命
- 大己貴命
- 少名彦命
- 大山祇命